# Liste der Naturdenkmale in Ottenbach (Württemberg)
| Naturdenkmale | Anzahl |
| ------------- | ------ |
| FND           | 0      |
| END           | 2      |
| Gesamt        | 2      |

Die Liste der Naturdenkmale in Ottenbach nennt die verordneten Naturdenkmale (ND) der im baden-württembergischen Landkreis Göppingen liegenden Gemeinde Ottenbach. In Ottenbach gibt es insgesamt zwei als Naturdenkmal geschützte Objekte, keines ist ein flächenhaftes Naturdenkmal (FND), beide sind Einzelgebilde-Naturdenkmale (END).
Stand: 1. November 2016.

## Einzelgebilde (END)
| Name                              | Bild | Kennung     | Einzelheiten | Position | Fläche Hektar | Datum         |
| --------------------------------- | ---- | ----------- | ------------ | -------- | ------------- | ------------- |
| 1 Linde Schonterhof               | BW   | 81170370001 | Ottenbach    | ⊙        | 0,0           | 22. Okt. 1984 |
| 3 Linden u. 1 Ulme beim Saurenhof | BW   | 81170370003 | Ottenbach    | ⊙        | 0,0           | 22. Okt. 1984 |
| Legende für Naturdenkmal          |      |             |              |          |               |               |